# Rustika

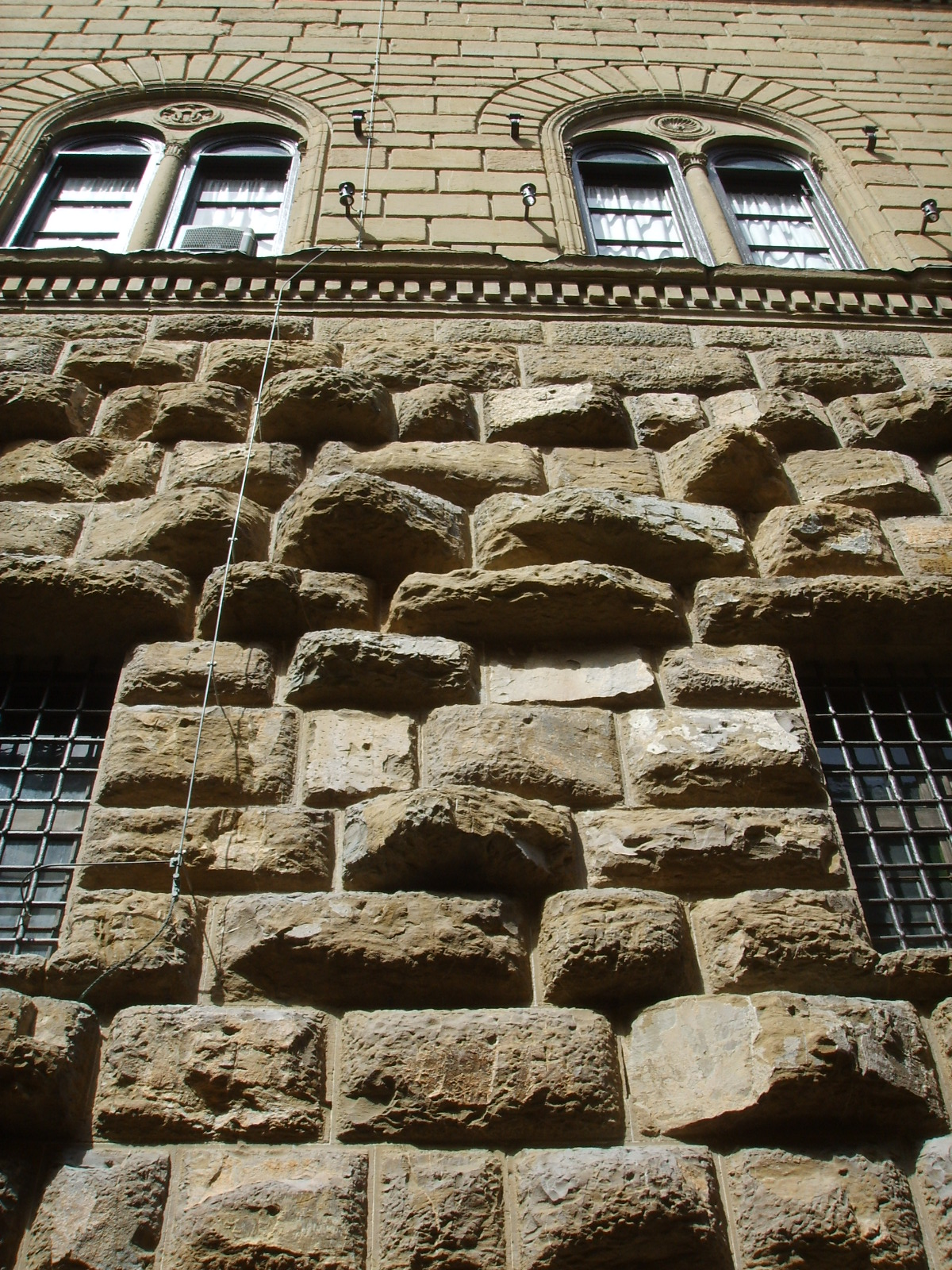
Rustika (Palazzo Medici-Riccardi, Florencie)

Rustika (z lat. opus rusticum, venkovské, selské zdivo, od rus, pole) znamená zdivo z velkých a na vnější straně neopracovaných nebo nahrubo opracovaných (bosovaných) kvádrů. Rustika zdůrazňuje spáry mezi kameny, takže zdivo působí mohutným plastickým dojmem. Užívala se ve starověkém římském stavitelství a ve středověku, zejména u pevnostních staveb, v renesanci, v baroku i v 19. století hlavně pro přízemí paláců a reprezentačních budov. Slovo rustika se používá často synonymně se slovem bosáž. 
Rustikální znamená selský, přiměřený venkovskému způsobu života. Dnes se užívá například u speciálně opracovaného nábytku ze dřeva a o stylových restauracích s takovým zařízením nebo i o dlažbách a obkladech imitujících původní a staré dlaždice.